# ۱۲ فروردین
۱۲ فروردین دوازدهمین روز از سال در گاه شماری خورشیدی است. به پایان سال ۳۵۳ روز (۳۵۴ روز در سال کبیسه) مانده‌است.

## رویدادها
- ۱۳۴۲ - گشایش آرامگاه‌های حکیم عمر خیام، شیخ عطار و کمال‌الملک در نیشابور
- ۱۳۴۲ - گشایش آرامگاه نادرشاه افشار در مشهد
- ۱۳۵۸ - برگزاری همه‌پرسی نظام جمهوری اسلامی در ایران و روز جمهوری اسلامی[۱]

## زادروزها
- ۱۲۹۹ – احسان یارشاطر، بنیان‌گذار و سرویراستار دانشنامهٔ ایرانیکا، بنیان‌گذار مرکز مطالعات ایران‌شناسی و استاد بازنشستهٔ مطالعات ایرانی در دانشگاه کلمبیا نیویورک (درگذشته ۱۳۹۷)
- ۱۳۰۹ - محمدمهدی یعقوبی، کشتی‌گیر
- ۱۳۳۴ - محمدابراهیم همت، نظامی و از فرماندهان جنگ ایران و عراق
- ۱۳۴۶ - حمید استیلی، فوتبالیست
- ۱۳۶۵ - فرداد فرحزاد، خبرنگار
- ۱۳۷۰ - آیدین سیارسریع، نویسنده

## درگذشت‌ها
- ۱۳۸۳ - ژاله کاظمی، دوبلور، نقاش و مجری و تهیه‌کننده سابق تلویزیون
- ۱۳۹۲ - محمود عبادیان، استاد فلسفه (ز. ۱۳۰۷)
- ۱۳۹۲ - عسل بدیعی، بازیگر (ز. ۱۳۵۶)
- ۱۳۸۰ - جلیل زندی، خلبان
- ۱۴۰۴ - فرامرز ظلی، بازیکن فوتبال